# Abraham Gneki Guié
Abraham Gneki Guiéfondo (25 de julho de 1986) é um futebolista profissional marfinense que atua como meia ou atacante.

## Carreira
Abraham Gneki Guié representou a Seleção Marfinense de Futebol, nas Olimpíadas de 2008. 